# 新潟障害ステークス
新潟障害ステークス（にいがたしょうがいステークス）とは新潟競馬場で1998年まで行われていた日本中央競馬会（JRA）の障害のオープン競走である。距離は直線・芝2800m。1988年は福島競馬場で福島障害ステークスとして、1996年は中山競馬場で中山障害ステークスとして施行された。1995年は登録馬が少なく施行されなかったことから存続が危惧されたが、1999年から障害競走のグレード制度導入に伴い新潟ジャンプステークスへと移行した。

## 歴代優勝馬
| 年月日        | 優勝馬             | 性齢 | タイム | 優勝騎手 | 管理調教師 |
| ------------- | ------------------ | ---- | ------ | -------- | ---------- |
| 1974年8月17日 | タマノビミー       | 牡4  | 3:04.6 | 山田展裕 | 土田順三   |
| 1975年8月23日 | レベルコモア       | 牝4  | 3:07.3 | 柴田利秋 | 中野隆良   |
| 1976年8月28日 | ロビンオンワード   | 牡4  | 3:10.5 | 金井国男 | 二本柳一馬 |
| 1977年8月28日 | メジロアシガラ     | 牡5  | 3:09.2 | 星野忍   | 大久保末吉 |
| 1978年8月27日 | ドウカンエース     | 牡6  | 3:33.5 | 三浦春美 | 富田六郎   |
| 1979年8月18日 | オキノサコン       | 牡5  | 3:36.3 | 栗原洋一 | 八木沢勝美 |
| 1980年8月16日 | サクラタンディ     | 牡5  | 3:34.6 | 星野忍   | 坂本栄三郎 |
| 1981年8月15日 | クリーンファミリー | 牡6  | 3:33.8 | 菅沼輝正 | 本郷重彦   |
| 1982年8月1日  | ブラウンフリッカ   | 牝4  | 3:35.3 | 岩城博俊 | 斎藤籌敬   |
| 1983年7月24日 | ラッキータウロ     | 牡7  | 3:31.9 | 臼井武   | 尾形充弘   |
| 1984年7月21日 | メジロアンタレス   | 牡5  | 3:01.8 | 臼井武   | 大久保洋吉 |
| 1985年8月18日 | ベルレンケル       | 牡4  | 3:04.2 | 菊川正達 | 大和田稔   |
| 1986年7月20日 | ハシノダンガン     | 牡4  | 3:04.8 | 星野忍   | 栗田博憲   |
| 1987年7月26日 | ホッカイビュティー | 牝5  | 3:05.7 | 鈴木勇   | 柴田欣也   |
| 1988年7月23日 | ヒロポリシー       | 牝4  | 3:11.5 | 大江原哲 | 大久保洋吉 |
| 1989年7月22日 | トウショウイージー | 牡6  | 3:02.9 | 大江原哲 | 奥平真治   |
| 1990年7月21日 | シンボリビアスカ   | 牡5  | 3:04.5 | 鈴木勇   | 佐々木亜良 |
| 1991年7月20日 | メジログッテン     | 牡4  | 3:09.9 | 押田年郎 | 大久保正陽 |
| 1992年8月2日  | アサカガバナー     | 牡7  | 3:05.4 | 田中剛   | 元石正雄   |
| 1993年8月28日 | サクラスズカオー   | 牡6  | 3:05.7 | 成田均   | 境勝太郎   |
| 1994年8月27日 | キンセンアラシ     | 牡4  | 3:02.1 | 村山明   | 坂口正大   |
| 1996年8月24日 | ブランディニー     | 牝7  | 3:36.4 | 成田均   | 矢野照正   |
| 1997年8月23日 | デューカルパール   | 騸5  | 3:03.1 | 三浦堅治 | 古賀史生   |
| 1998年8月29日 | ホッカイラモー     | 牡5  | 3:05.0 | 田中剛   | 本郷一彦   |

- 距離：1978年 - 1983年 3200m、1996年 直線・ダート3200m